# Tassegdelt
Tassegdelt (en àrab تسكدلت, Tasagdalt) és una comuna rural de la província de Chtouka-Aït Baha, a la regió de Souss-Massa, al Marroc. Segons el cens de 2014 tenia una població total de 5.107 persones.